# Сюлли, Луи-Пьер-Максимильен де Бетюн
Луи-Пьер-Максимильен де Бетюн (фр. Louis-Pierre-Maximilien de Béthune; апрель 1685 — 9 апреля 1761), герцог де Сюлли — французский придворный, пэр Франции.

## Биография
Принадлежал к линии графов д'Орваль Бетюнского дома. Сын (посмертный) Максимильена-Франсуа де Бетюна (ум. 18.04.1685), маркиза де Курвиля и де Вильбона, и Мари-Жанны-Катрин д'Орлеан.
Маркиз де Курвиль и де Вильбон, граф де Ножан.
Полковник пехотного полка Королевы (1706). Был ранен в битве при Мальплаке 11 сентября 1909. В 1711 году был назначен первым дворянином Палаты герцога Беррийского. Тот умер 4 мая 1714, и Бетюн отправился в Испанию, чтобы возвратить Филиппу V инсигнии ордена Золотого руна, который за несколько лет до этого был пожалован герцогу. Король 31 декабря того же года пожаловал маркиза в рыцари ордена, и на следующий день Бетюн получил из рук монарха орденскую цепь, принадлежавшую его покойному господину.
Был губернаторским наместником в Шартре и Шартрской области.
Был объявлен герцогом де Сюлли и пэром Франции указом Государственного совета от 13 марта 1730 как потомок первого герцога Сюлли от мужчины к мужчине, вопреки требованиям его двоюродного деда Армана де Бетюна (1680—1737), графа д'Орваля, пытавшегося оспорить наследование. Новый герцог принес присягу в Парижском парламенте 19 марта 1733.

## Семья
Жена (10.01.1709): Луиза Демаре (ум. 28.11.1756), дочь Никола Демаре, маркиза де Майбуа, и Мадлен Бешамей де Нуантель
Дети:
- Луиза-Николь-Максимильенна д'Орваль (1710—13.08.1756). Муж (20.08.1738): маркиз Луи-Венсан де Гёбриан (1659—1744)
- Мадлен-Генриетта-Максимильенна де Бетюн (р. 1713). Муж (22.02.1743): Шарль-Франсуа де Л'Обеспин (1719—1790), бригадир армий короля

Поскольку у Луи-Пьера-Максимильена не было сыновей, титулы герцога и пэра перешли к сыну Армана де Бетюна Максимильену-Антуану-Арману.